# FOMM・ONE
FOMM ONE（フォムワン）は、FOMMが開発した軽自動車規格の4人乗り小型EVである。製造はタイで行っている。

## 概要
FOMM ONEは、FFインホイールモーターを採用し運転性能、スペース効率で世界最小クラスの4人乗り電気自動車を実現。ステアリングアクセルシステムにより手元でアクセル操作を行いアクセルペダル踏み間違え事故防止で安全性を高めている。交換可能なリチウムイオンバッテリーが搭載され、家庭用100V電源でも充電可能。一回の充電で走行距離は166km、最高速度は80kmである。
緊急時には車体が水に浮くように設計されており、インホイールモーターにより低速で水面移動も可能である。

## 年表
2014年2月
FOMM Concept One PhaseⅠを発表
2015年2月
FOMM Concept One PhaseⅡを発表。
2016年2月
FOMM Concept One PhaseⅢを発表。
2016年11月
FOMM 1.0（Concept One Phase Ⅳ）を発表。
2018年11月
「FOMM ONE」を発表。
2019年3月
「FOMM ONE」の量産開始。
2021年3月
さいたま市にて「FOMM ONE」のカーシェアリングの実証実験。
2022年6月
「FOMM ONE」タイ国内で生産、販売開始。

## ギャラリー

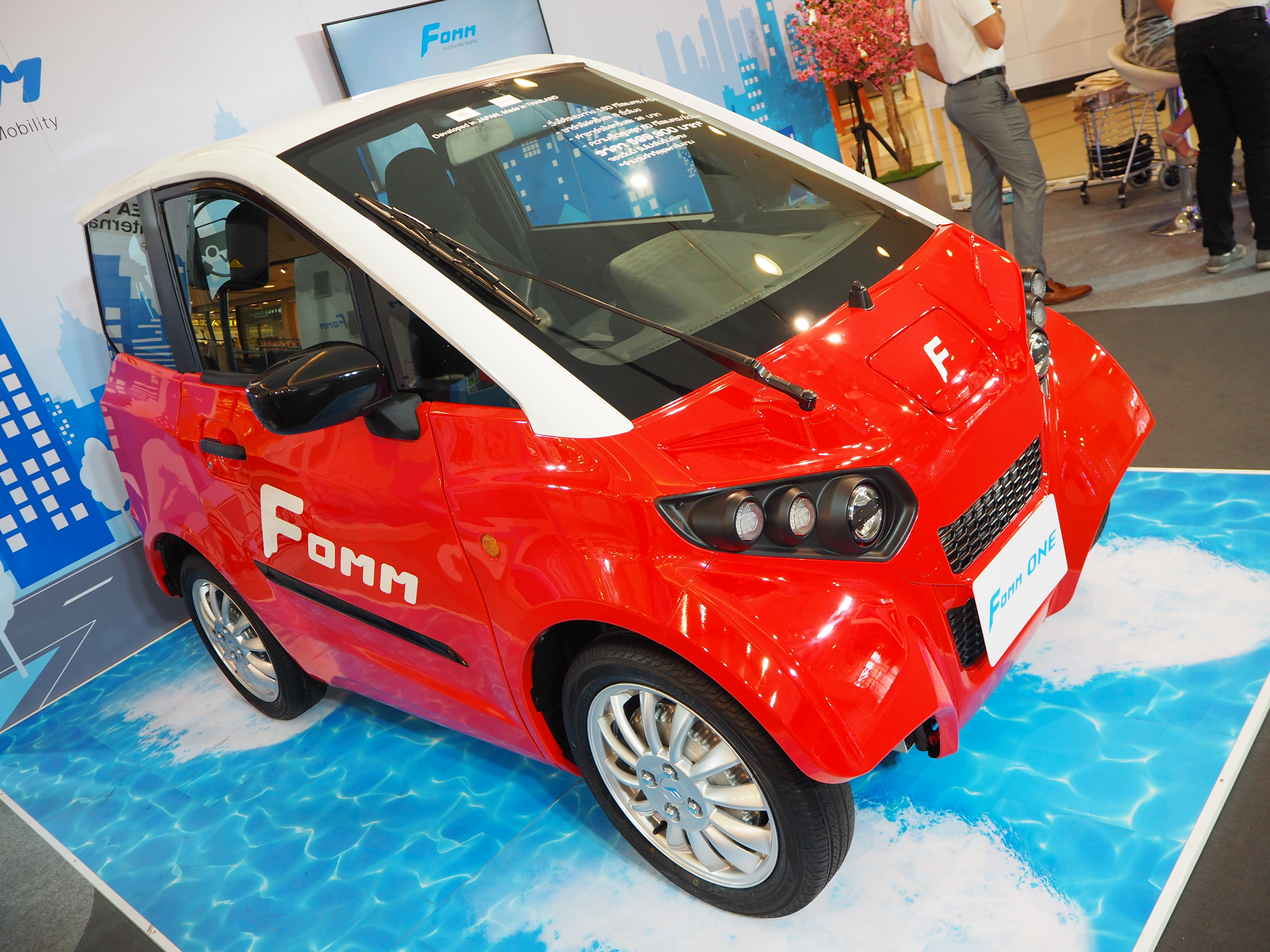
フロント
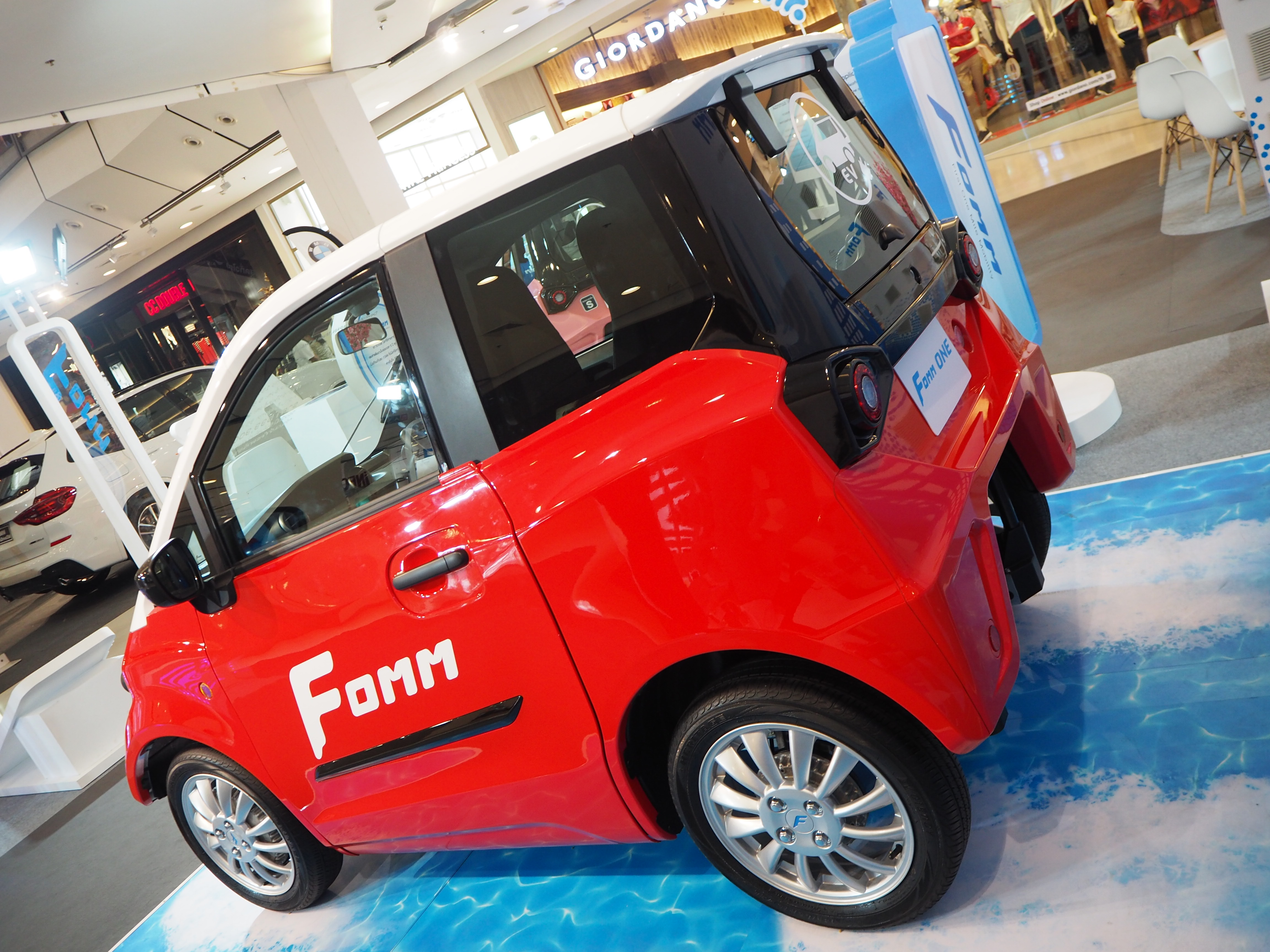
リア
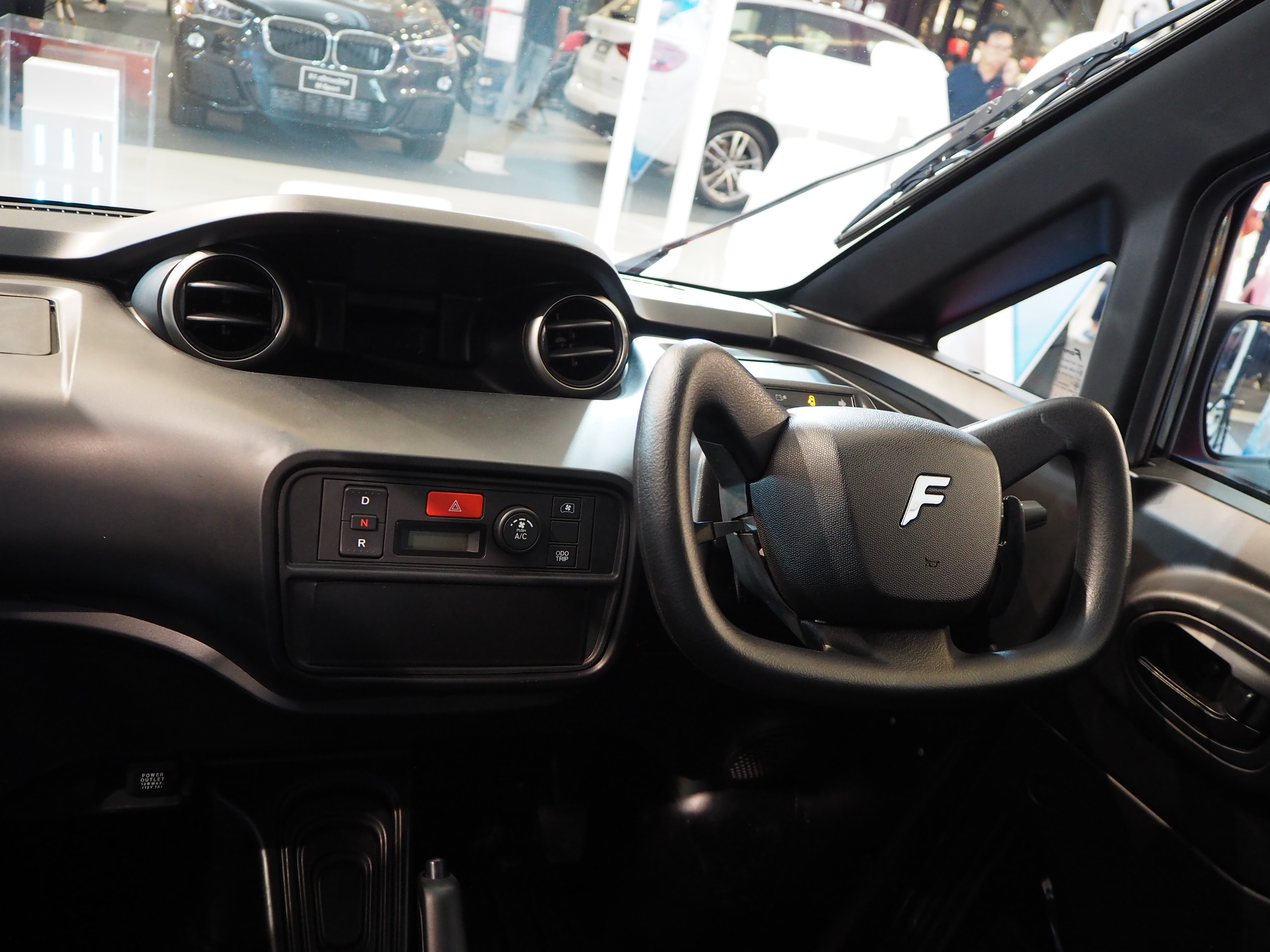
室内